# BluVolley Verona 2011-2012
Questa voce raccoglie le informazioni riguardanti il BluVolley Verona nelle competizioni ufficiali della stagione 2011-2012.

## Organigramma societario
Area direttiva
- Presidente: Nereo Destri
- Presidente onorario: Niko Cordioli
- Vicepresidente: Stefano Magrini
- Direttore generale: Gabriele Cottarelli
- Team manager: Giorgio De Veis
- Consigliere: Luca Bazzoni, Luigi Zanella
- Condirettore generale: Stefano Filippi
- Organizzazione: Fabio Minozzi, Andrea Totolo
- Logistica palasport: Giorgio Totolo
- Consulente legale: Stefano Fanini
- Logistica: Milan Grubor, Claudio Tamanini, Luigi Totolo

Area tecnica
- Allenatore: Bruno Bagnoli
- Allenatore in seconda: Matteo De Decco
- Scout man: Paolo Rossi
- Responsabile settore giovanile: Tiziano Brognara, Giuseppe Pes, Alessandro Rigatelli, Marco Salvatorini

Area comunicazione
- Ufficio stampa: Francesca Paradiso, Diego Zarantonello

Area sanitaria
- Medico: Mariano Bertaiola
- Preparatore atletico: Luca Baretto
- Fisioterapista: Daniele Moro
- Massaggiatore: Claudio Bignotti
- Osteopata: Gianluca Fiorio

## Rosa
| N° | Nome                | Ruolo | Data di nascita   | Nazionalità sportiva |
| -- | ------------------- | ----- | ----------------- | -------------------- |
| 1  | Marcus Popp         | C     | 23 settembre 1981 | Germania             |
| 3  | Damir Kosmina       | O     | 13 febbraio 1984  | Italia               |
| 4  | Thijs ter Horst     | S     | 18 ottobre 1991   | Paesi Bassi          |
| 5  | Luca Calderan       | P     | 13 dicembre 1989  | Italia               |
| 6  | Marco Meoni         | P     | 25 maggio 1973    | Italia               |
| 8  | Lorenzo Smerilli    | L     | 11 agosto 1987    | Italia               |
| 9  | Stefano Patriarca   | C     | 23 luglio 1987    | Italia               |
| 10 | Matteo Bolla        | S     | 3 maggio 1990     | Italia               |
| 11 | Aidan Zingel        | C     | 19 novembre 1990  | Australia            |
| 12 | Matteo Casarin      | S     | 20 giugno 1991    | Italia               |
| 14 | Robert Kromm        | S     | 9 marzo 1984      | Germania             |
| 15 | Daniele Postiglioni | C     | 30 marzo 1980     | Italia               |
| 16 | Mitja Gasparini     | O     | 26 giugno 1984    | Slovenia             |